# Pittaya Rittiron
Pittaya Rittiron (thailändisch พิทยา ฤทธิรณ; * 8. Januar 1998) ist ein thailändischer Fußballspieler.

## Karriere
Pittaya Rittiron stand bis Saisonende 2019 beim Navy FC unter Vertrag. Der Verein aus Sattahip in der Provinz Chonburi spielte in der zweiten Liga, der Thai League 2. 2019 bestritt er für den Zweitligisten zwei Ligaspiele. Anfang 2020 wechselte er zum ebenfalls in Sattahip beheimateten Viertligisten Royal Thai Fleet FC. Für Thai Fleet, die in der Eastern Region spielten, bestritt er ein Ligaspiel. Nach der Saison wurde sein Vertrag nicht verlängert.